# Luigi Mainolfi
Luigi Mainolfi (Rotondi, 1948) è un artista italiano.

## Biografia
Dopo gli studi di pittura all’Accademia di Belle Arti di Napoli è attratto dal panorama artistico e culturale torinese che negli anni Settanta rappresenta il centro dell’avanguardia artistica italiana e nel 1973 vi si trasferisce.
I primi lavori, tra il 1972 ed il 1976, indagano il corpo e il gesto.
Nelle prime esposizioni performances, presenta calchi del proprio corpo in gesso che lascia consumare nell’acqua (Cavriago 1977) o fa precipitare dall’alto al suolo (La performance, Galleria Civica d’Arte Moderna, Bologna 1977).
Questo è anche il periodo in cui si riappropria dell’aspetto teorico della scultura attraverso una serie di disegni accompagnati da scritti (MDLXIV 1976).
Tra il 1979 e  il 1980 completa La Campana (Gall. Tucci Russo, Torino 1981 e La Sovrana Inattualità, P.A.C., Milano 1982).
Nel decennio che segue si impone con le sue grandi terrecotte, opere contenenti paesaggi e soggetti di ispirazione fiabesca, come Nascita di Orco ed Elefantessa del 1980. Partecipa alla Biennale di San Paolo del Brasile, 1981.
Con Alle forche Caudine 1981, partecipa alla XL Biennale di Venezia e a Documenta 7 Kassel, nel 1982. Con Le Bbasi del cielo 1981-82, partecipa alla XII Biennale de Paris, 1982.
Con il bronzo Trionfo (Elefantessa) 1982, alla Biennale di Venezia 1986. 
Realizza Serpe per la Fattoria di Celle- Collezione Gori nel 1986. 
Negli anni che seguono si propone con Tufi, 1981-85 (Ouverture, Rivoli 1984 e Tour Fromage, Aosta, 1987) e Arcipelago 1983-85, Castel Ivano, Trento 1987 e Icons of Postmodernism (Holly Solomon Gallery New York, 1986).
Nel 1987 vince il Superior Prixe al 5th Henry Moore G.P. in Giappone con il bronzo Città Gigante 1986. Nel 1990 ha una sala personale alla Biennale di Venezia con Sole Nero, 1988-89.
Negli anni successivi personali e retrospettive: 1992 Galleria d’Arte Contemporanea, Rimini, catalogo F. Gualdoni, Ed. Essegi, Ravenna. 1994, Villa delle Rose, Galleria Civica d’Arte Moderna, Bologna e Galerie Hlavniho Mèsta Prahy, Praga in catalogo. R. Barilli, P.G. Castagnoli. 1995, Hotel de Galiffet, Paris, in catalogo F. Poli Ed. Di Meo. 1995, Promotrice di Belle Arti , GAM Torino in catalogo P.G. Castagnoli, R. Fuchs, R. Passoni, A. Pohlen, Rcs Libri e Grandi Opere Milano.1996-97 Museo Civico di Castelnuovo, Maschio Angioino e Museo Diego Aragona Pignatelli Cortes, Napoli, in catalogo R. Fuchs, A. Tecce. Umberto Allemandi Editore.

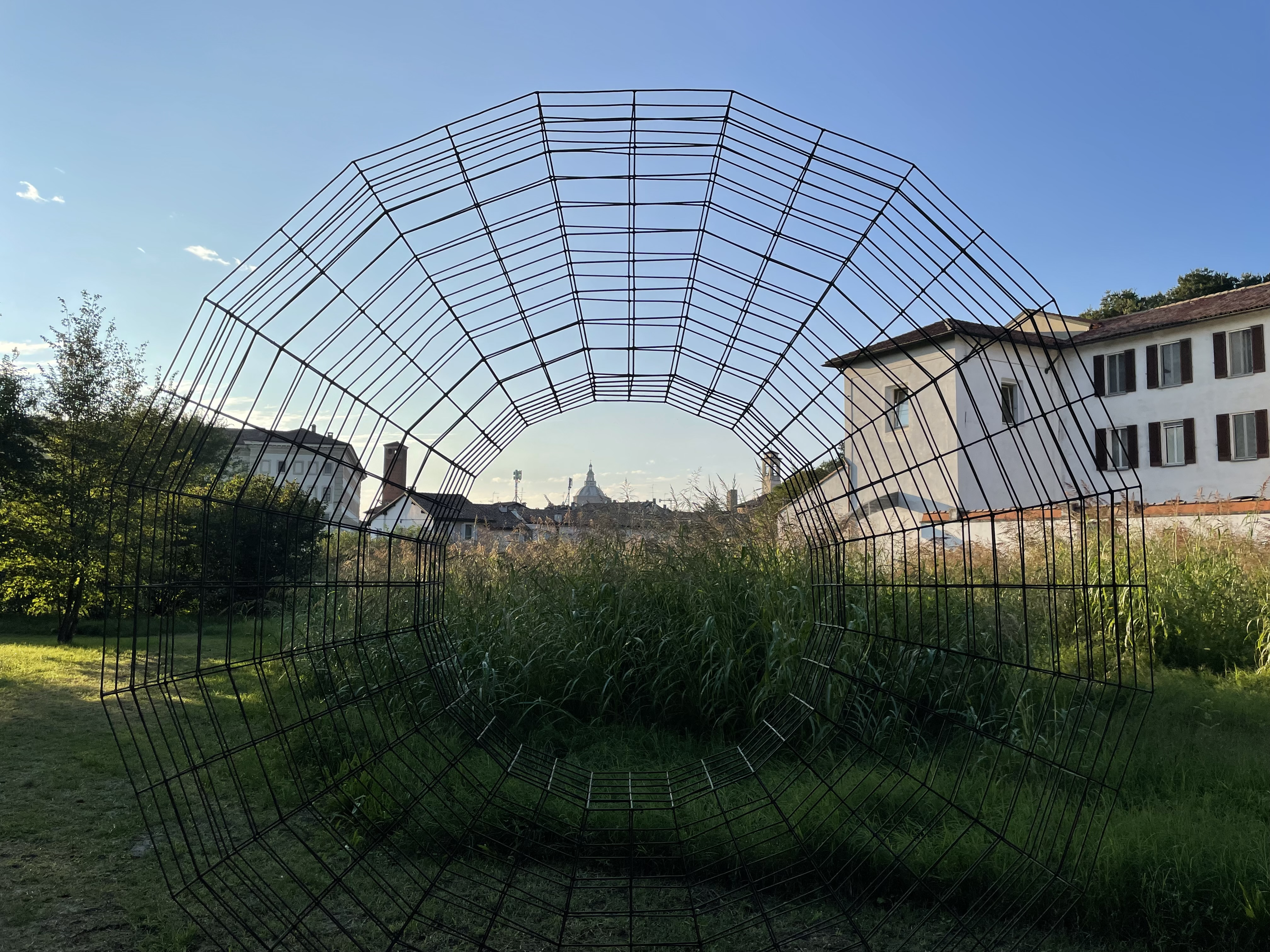
Sole gabbia, 1997, Pavia, Horti Borromaici.

Negli anni Novanta continua la ricerca attraverso forme già presenti da tempo nel suo lavoro ma anche nuove come Tamburo del Sole 1995-97. Gabbie 1997. Sole gabbia 1997. Vestiti e Colonne di Maggio 1999, che proseguono la sua ricerca sul corpo, la pelle.
Nel 2001 l’artista è scelto come rappresentante dell’Italia per uno scambio tra il nostro paese e il Giappone. Approda al Museo d’Arte Contemporanea di Sapporo dove realizza per il parco Mainolfi swims in the water of Hokkaydo e Colonne di Sapporo.
Ancora grandi opere permanenti: nel 2002 Ballerine in marmo al  Parco della Padula a Carrara; nel 2004 Il sole del Buon vento a Benevento; nel 2005  Sole Scarabocchio a Brunico (BZ); nel 2006 Città e Sole a Rovereto.
Nel 2007 espone il Sole alluminio al museo di Ravensburg, (Germania) e nello stesso anno vince il Premio Michelangelo per la scultura.
Nel 2007-2008 realizza Silontes; nel 2009 espone a Parigi (Galerie Di Meo) Spheres 2000-2008. Nel 2010 illustra l’Odissea di Omero per Einaudi editore e presenta Arpie, sfere, dune ed altre al Centro di Arti Plastiche, eventi paralleli XIV Biennale di Carrara. In occasione dei festeggiamenti per i 150 anni dell’Unità d’Italia realizza a Palazzo Madama a Torino nel 2011 una grande installazione dal titolo Torino che guarda il mare.
Nel 2012 illustra l'Iliade di Omero per Einaudi editore e realizza Per quelli che volano alla Fattoria di Celle, Santomato di Pistoia ed alla Fondazione Maeght di Saint Paul de Vence in Francia.
Nel 2014 Pelle della terra retrospettiva al Filatoio di Caraglio (CN), l'anno successivo installa Senza titolo (Esploso), 1978 al Museo Madre di Napoli.
Nel 2016 l'Università di Bologna gli conferisce il premio Alinovi-Daolio. 
Nell'anno successivo realizza Terre Nove tra le opere della personale al museo Casa Fiat de Cultura di Belo Horizonte in Brasile.
Nel 2018 la personale dal titolo La nuit et la féte alla Galerie Italienne di Parigi.
Nello stesso anno realizza Bestiario del firmamento per la collezione di sipari d'artista del teatro Obi Hall di Firenze.